# امارت
یک امارت (انگلیسی: Emirate و عربی: إمارة) نوعی حاکمیت سیاسی است که توسط یک خاندان پادشاهی یا بالاترین مقام در جهان اسلام تحت عنوان امیر اداره می‌شود.

## فهرست امارت‌های فعلی
فهرست امارت‌های موجود در حال حاضر چنین است:
- کویت از سال ۱۷۵۷ میلادی امارت است.
- قطر از سال ۱۸۷۸ میلادی امارت است.
- امارات متحدهٔ عربی متحدشده در سال ۱۹۷۱
- امارت اسلامی افغانستان از سال ۱۹۹۷ تا ۲۰۰۱‌و از سال ۲۰۲۱ تا کنون
  -  امارت ابوظبی
  -  عجمان
  -  شیخ‌نشین دبی
  -  فجیره
  -  رأس‌الخیمه
  -  شارجه
  -  ام‌القیوین